# Vicente Boix
Vicente Boix Ricarte (Játiva, Valencia; 27 de abril de 1813 - Valencia; 7 de marzo de 1880) fue un escritor, periodista, catedrático e historiador español, presidente honorario de Lo Rat Penat.
Catedrático de latín y cronista oficial de Valencia desde 1848. Contribuyó a crear en esta ciudad los Juegos Florales. Fue presidente de la Real Academia de San Carlos y socio de mérito de la Real Sociedad Económica de Amigos del País de Valencia, en la que presidió la sección de Literatura, colaborando muy activamente en proyectos como la Sociedad Arqueológica Valenciana. Redactor de El Huracán (1840-1843), de Madrid.

## Infancia
Nació  en Játiva en 1813. Sus padres fueron Joaquín Boix, natural de Carpesa, y Mariana Ricarte, de Valencia. Su padre era conductor de diligencias entre Madrid y Valencia. Su madre vivía en la casa de un pariente en la capital de La Costera tras huir de los ejércitos napoleónicos en la guerra de la independencia durante el segundo sitio de Valencia. Debido a las circunstancias familiares, vivió su infancia en la miseria. Tras un fugaz paso por Madrid volvió la familia a Valencia, instalando su residencia en la calle "Desquarterats", hoy Zapata, cerca del Ayuntamiento. Al poco el padre fue nombrado guarda costas y se trasladaron a Vinaroz. 
Ya de regreso a Valencia, al Grao, Vicente estudió en los Dominicos, y posteriormente, ya con la madre enferma de locura, en las Escuelas Pías de Carniceros. Fue allí donde coincidió con otros ilustres de Valencia como Tomás de Villarroya o Antonio Aparisi Guijarro. También allí fue felicitado por el propio Fernando VII en su visita de 1827 por su traducción de un texto de Virgilio.

## Claustro

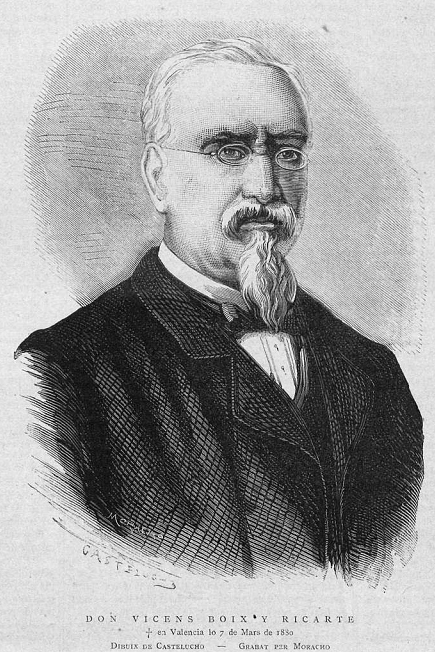
Retrato de Vicente Boix publicado en La Ilustració Catalana el 10 de septiembre de 1880.

Sus aptitudes llamaron la atención de los padres Escolapios que hicieron lo posible para que ingresara en la Orden de San José de Calasanz. En 1827, con catorce años, adoptó el hábito y marchó a Gandía a pasar el noviciado. A su regreso a la capital cursó estudios de Filosofía y Letras y Teología. Nuevamente en Gandía se hizo cargo de una cátedra de latín.
A principios de los años 30 regresó a Valencia, donde Boix se aficionó a la historia y descubrió su faceta de escritor. En esta época tras una epidemia de cólera de las que asolaban España (véase: Pandemias de cólera en España), la supresión de las órdenes religiosas, la muerte de su padre y distintas vicisitudes, Boix colaboró con el padre Arolas en la obra La Sílfide del Acueducto lo que le llevó a escribir su primera obra, donde plasmó todo lo que llevaba dentro anímicamente, El Amor en el Claustro, que sería publicada unos años después.

## Exclaustración y viaje por Europa
En 1837, después de trasladarse a Onteniente y hacerse cargo de una escuela de latín, abandonó los hábitos, lo que supuso para él un gran choque, al encontrase, de repente, solo.
Estableció amistad con el marqués de Vellisca, lo que le permitió acompañarle en una gran viaja por gran parte de Europa: Francia, Inglaterra, Bélgica, Suiza e Italia. Este viaje, le permitió asistir a tertulias y encuentros como los organizados por el vizconde de Chateubriand y conocer a Victor Hugo, algo que marcaría su vida y obra abriéndole las puertas del Romanticismo

## Periodista, político, novelista, cronista, catedrático
En 1838 volvió a Valencia y a la situación de penuria que le acompañó en distintos momentos de su vida. Consiguió un trabajo como escribiente para el ejército ingresando en la Milicia Nacional.
Boix, se inclinó políticamente por los liberales más exaltados durante el reinado de Isabel II y se fue haciendo un hueco y un nombre, mientras su producción literaria aumentaba.
Es en este momento cuando comenzó su trayectoria periodística trabajando como corresponsal para El Eco del Comercio, diario de Madrid. En 1840 se trasladó a la capital de España representando al Partido Progresista, pero recibió instrucciones de regresar Valencia y apoyar desde allí el alzamiento que terminó favoreciendo a Espartero y con el exilio de la reina María Cristina de Borbón.
Boix escribió en esa época artículos muy violentos en La Tribuna, periódico donde era redactor. A la vez hacia traducciones de las Sagradas Escrituras, colaboraba en otros medios como El Cisne, el Diario Mercantil de Valencia y participaba activamente en tertulias.
Durante la regencia de Espartero, y desencantado por la situación política fundó El Fiscal, un periódico que pretendía fiscalizar a los políticos. La frenética actividad y su compromiso con los acontecimientos que asumía Boix le llevó en reiteradas ocasiones a tener que ocultarse.
Si bien su actividad política fue decayendo fruto del desencanto, no dudó en aportar su experiencia en la ciudad cuando las circunstancias lo requerían, como en la Junta de Salvación o en el gobierno político como secretario. Llegó un momento que su figura política no era cómoda y debió trasladarse a Granada, donde estuvo unos meses. 
Ya en 1845 volvió de Granada desencantado totalmente de la actividad política y se centró en otros ámbitos. Así, en 1847 obtuvo una plaza como catedrático de Historia en la antigua Facultad de Filosofía, convertida entonces en Instituto de Segunda Enseñanza. Es en aquella época cuando publicó la Historia de la Ciudad y Reino de Valencia. Este trabajo supuso que el Ayuntamiento de Valencia lo nombrara cronista oficial.
Su visión de la historia se reflejaba en sus obras, ofreciendo al lector una gran accesibilidad y frescura, permitiendo una lectura amena "y éste es el mayor mérito y la apreciable valía de nuestro cronista" (Querol)
Gran amante de la Corona de Aragón, colaboró con el historiador aragonés Jerónimo Borao y el catalán Víctor Balaguer fundando los tres en 1848 en Barcelona, el periódico La Corona de Aragón, para ensalzar dicha entidad.

## Boix el valencianista
En mi corazón no hay más ambición que la gloria de mi idolatrada Valencia.
Vicente Boix

La Renaixença valenciana se había iniciado con Lo Somni de Salvà en 1831, adelantándose a otros movimientos similares.
Boix se unió a figuras como Villarroya, Lamarca, Pérez, Aparisi Guijarro, Almela, Juan Arolas o Bonilla. Muchos de ellos fueron compañeros suyos de las Escuelas Pías; en este momento aún no se había producido la posterior separación en dos grupos: los poetas de guante y los poetas de espardenya.
A Vicente Boix le apasionaba la Guerra de la Independencia y la explosión popular contra el francés y el ansia de libertad del pueblo. Su concepción liberal le impulsaba hacia el federalismo, una organización que permitiera que todos los pueblos de España pudieran participar del espíritu que había renacido en la guerra pero sin perder la personalidad propia de cada uno. 
Sus críticas hacia la política no se perdieron nunca y aprovechaba cualquier ocasión para sacarlas a la luz. Así en su obra Apuntes históricos de sobre los Fueros del Antiguo Reino de Valencia decía:

La centralización exagerada de nuestros días ha dado el último golpe á la exigua independencia que disfrutaban todavía nuestras Municipalidades. Las provincias no son ya más que unas colonias desgraciadas: envían al corazón su sangre, sus riquezas, su historia; la vida de los extremos al centro: en cambio recibimos la Gaceta.

El Romanticismo llevó a Boix a apasionarse por la historia (especialmente la de Valencia), y ella, a la reivindicación y recuperación del espíritu propio de los valencianos. El foralismo de Boix le inducía a pensar que los viejos fueros, que habían permitido la pujanza de Valencia, recogían los valores valencianos que era necesario recuperar.
Ese espíritu renacentista del foralismo valenciano impregnaba toda su obra, su faceta docente y su trabajo como cronista. Para Boix la clave estaba en la formación de las futuras generaciones. Su ímpetu y espíritu le llevó a ser considerado como uno de los patriarcas de la Renaixença Valenciana.
Así Teodoro Llorente dice de él:

"¡Amor de patria! En mi tú infundire,/ Mestre, company, amic, germá, poeta:/Sobre un poble que t'ama y que't respeta/ Se derramá á doll plé ton espirit" (¡Amor de patria! En mi tu infundiste, maestro, compañero, amigo, hermano, poeta: Sobre un pueblo que te ama y que respeta/ Se derramó tu espíritu)

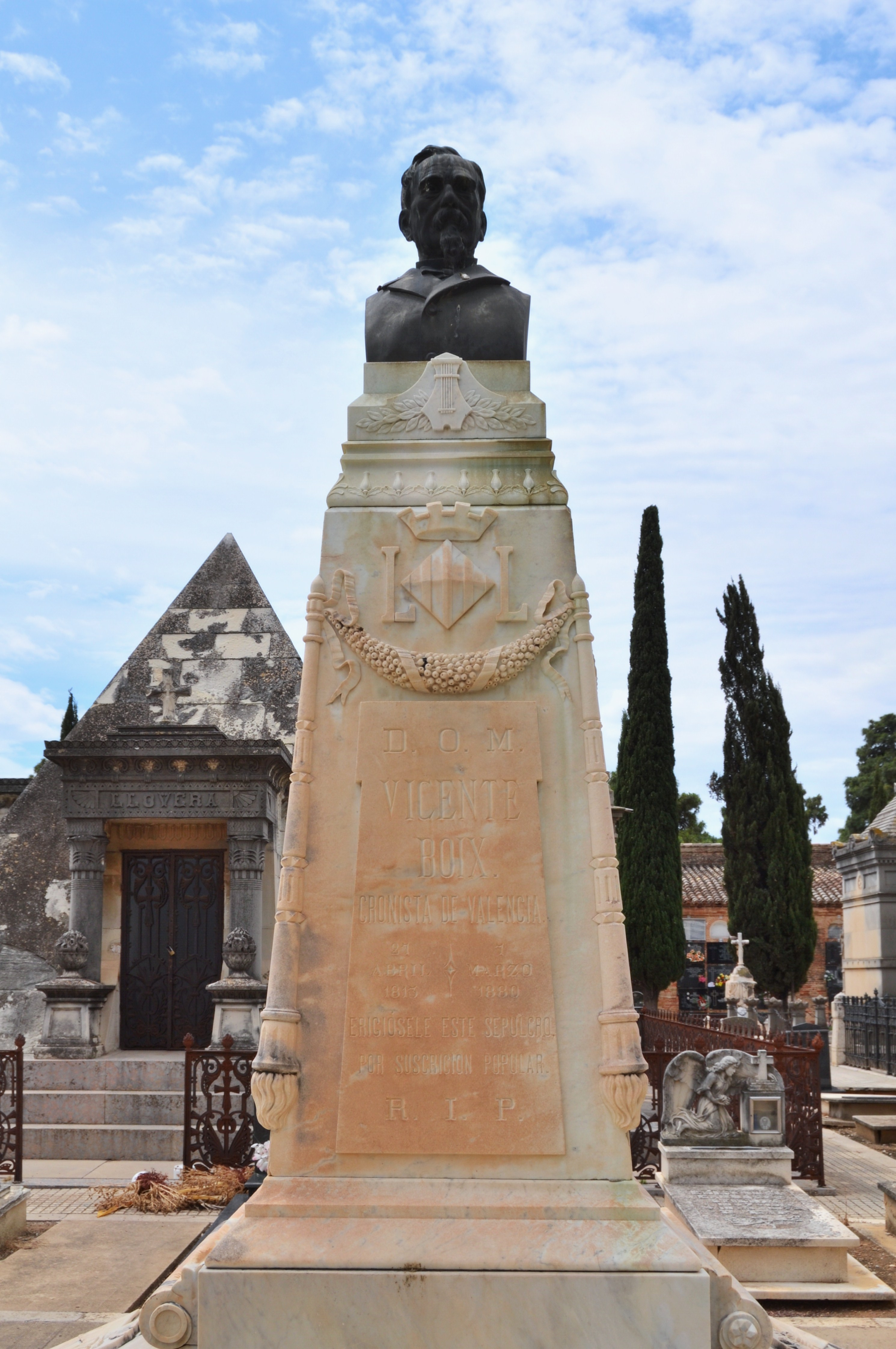
Tumba de Vicente Boix en el cementerio general de Valencia.

Los fundadores de Lo Rat Penat nombraron a Boix Presidente Honorario, y con este cargo acudió a la inauguración de la sede de Lo Rat en diciembre de 1879 pese a encontrarse ya enfermo y escaso de fuerzas.

## Sus últimos años
Los últimos años de Boix fueron especialmente intensos en reconocimientos y distinciones. Ya en 1874 fue nombrado presidente de la Real Academia de Bellas Artes de San Carlos, condecorado por sus méritos con la Comanda de Isabel la Católica, la Cruz de Carlos III y la Cruz de Primera Clase de la Orden Civil de María Victoria.
A nivel internacional era miembro del Instituto Histórico de Francia y de las sociedades arqueológicas de Roma y Berlín.
Murió Boix un 7 de marzo de 1880. A su funeral asistieron representantes de toda la sociedad valenciana de la época, Universidad, Lo Rat Penat, Sociedad Económica de Amigos, "Colegio de los niños de San Vicente" (Col·legi dels xiquets de Sant Vicent) y multitud de ciudadanos.
Escribió el propio Boix:

Moriré tranquilo si mis contemporáneos dicen a la posterioridad: nuestro cronista fue útil a Valencia.

## Obra

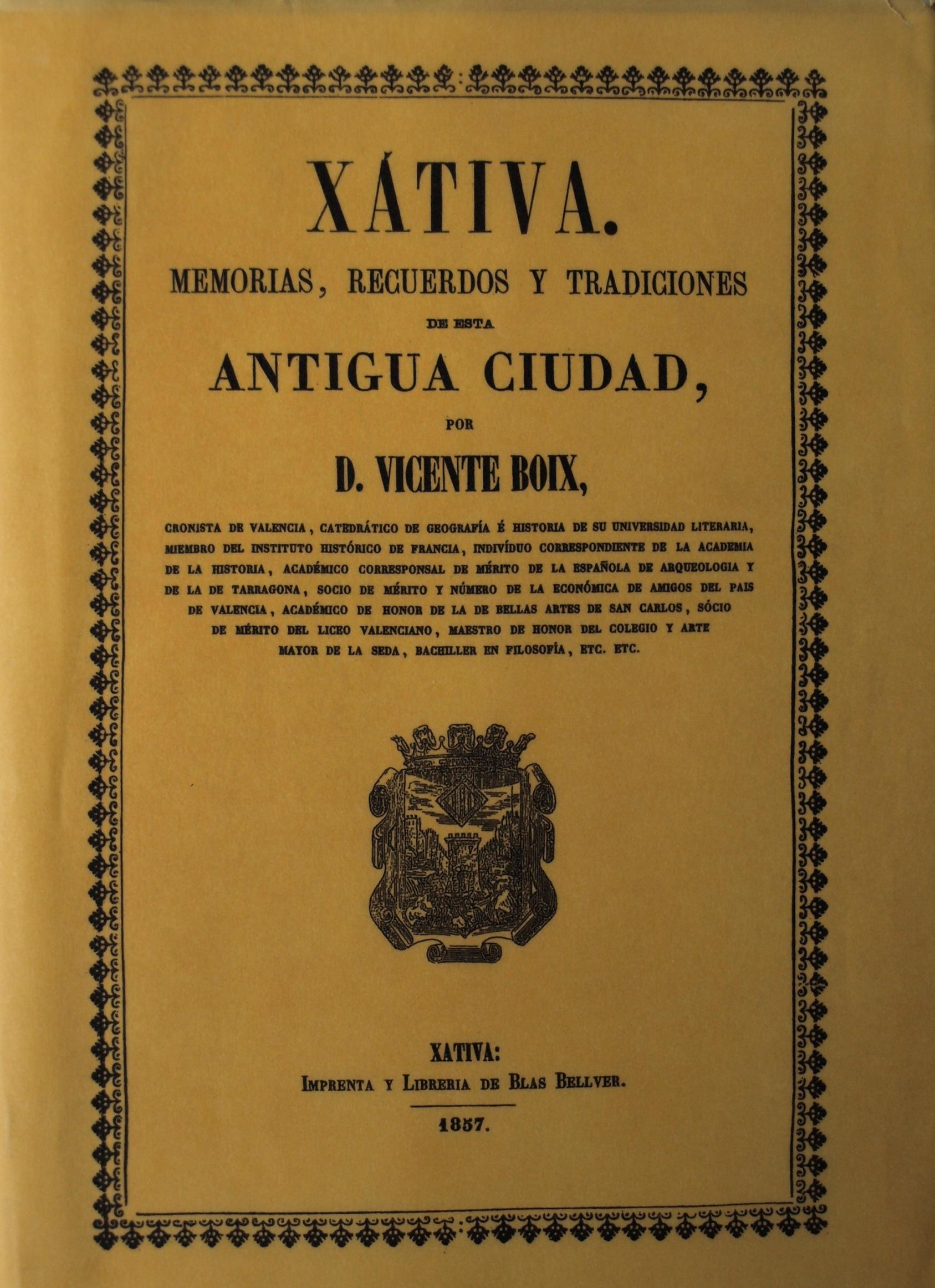
Cubierta de la obra de Vicente Boix Xátiva, memorias, recuerdos y tradiciones de esta antigua ciudad (1857)

Como poeta recogió su creación en Obras poéticas (1851), divididas en históricas y caballerescas. Sus novelas reflejan influencias de Eugenio Sue: El amor en el claustro (1838), en forma epistolar, quizá guarde un eco de experiencias personales o de su amigo Juan Arolas, con quien acudió a la tertulia del editor valenciano Mariano de Cabrerizo. El encubierto de Valencia (1852) es de índole histórica. En el teatro dejó Una noche de revolución y Jacobo el Templario. Su trabajo más duradero, de consulta todavía obligada, es su monumental Historia de la ciudad y reino de Valencia (1845-1847), en tres volúmenes. Recogió parte de su producción en Obras literarias selectas (1880).

## Obras
- Xátiva, memorias, recuerdos y tradiciones de esta antigua ciudad, Játiva, Imprenta y Librería de Blas Bellver, 1857.
- Fiestas reales: descripción de la cabalgata y de la procesión del corpus. Valencia, 1858 Imprenta de la Regeneración Tipográfica)
- Noticia de los artistas valencianos del siglo XIX Valencia, 1877 (Imprenta de Manuel Alufre)
- La campana de la unión: leyenda histórica Barcelona: Salvador Manero, 1866
- Valencia histórica y topográfica: relación de sus calles, plazas y puertas, origen de sus nombres... Valencia, 1862-1863 (imprenta de J. Rius)
- Memorias de Sagunto Valencia, 1865 (Imp. de José Rius)
- Memoria histórica de la inundación de la Ribera de Valencia en los días 4 y 5 de noviembre de 1864 Valencia, 1865 (Imprenta de la Opinión, á cargo de José Domenech [sic])
- Obras poéticas de Don Vicente Boix, cronista de Valencia: poesías líricas y dramáticas Valencia, 1851 (Imp. del Correccional)
- Crónica de la Provincia de Valencia Madrid: Editores, Rubio y Compañía, 1867 (Imprenta de J. E. Morete)
- Crónica de la provincia de Alicante Madrid: Rubio, Grilo y Vitturi, 1868 (Imprenta à cargo de J.E. Morete)
- Crónica de la provincia de Valencia Madrid: Rubio, Grilo y Vitturi, 1868
- El amor en el claustro o Eduardo y Adelaida: cartas eróticas...  Valencia, 1838 (Jacinto Talamantes)
- Apuntes históricos sobre los Fueros del Antiguo Reino de Valencia Valencia, 1855 (Mariano de Cabrerizo)
- El rey cabalga: leyenda en cinco romances Valencia, 1848 (Imprenta de José Rius)
- Relación de las fiestas reales con que la ciudad de Valencia solemnizó el enlace de S.M. la reina Dª Isabel II con S.A.R. el infante de España D. Francisco de Asís de Borbon: y el de S.A.R. la Señora Infanta Dª María Luisa Fernanda con S.A. el duque de Montpensier. Valencia, 1846 (en la oficina de Jaime Martínez)
- Memoria para escribir la biografía de Don Rafael Esteve, primer grabador de Cámara de S. M. publicada por la Real Academia de Nobles y Bellas Artes de San Carlos en Valencia. Valencia, 1848 (Imp. de D. Benito Monfort)
- Historia de la ciudad y reino de Valencia Valencia, 1845-1847 (Imprenta de Benito Monfort)
- El ángel de la familia: Comedia en un acto. Valencia, 1863 (Impr. de José Mateu Garin)
- Omm-al-Kiram ó La expulsión de los moriscos: leyenda histórica Valencia: Imprenta de José Rius, editor, 1867 (otra edición, Valencia, sin año, Imprenta y estereotipia "El Mercantil Valenciano")
- El encubierto de Valencia: (segunda parte): Leyenda histórica del siglo XVI Valencia, 1859 (Imprenta de José Rius)
- Fiestas que en el siglo IV de la canonización de San Vicente Ferrer se celebraron en Valencia Valencia: Sociedad Económica de Amigos del País, 1855 (Imprenta de José Rius)
- Obras poéticas de Don Vicente Boix, cronista de Valencia: poesías históricas y caballerescas. Valencia, 1850 (Imp. de J. Ferrer de Orga)
- Sistema penitenciario del presidio correccional de Valencia. Valencia, 1850 (Imprenta del Presidio)
- Manual del viagero y guía de los forasteros en Valencia. Valencia, 1849 (José Rius)[2]
- Memoria histórica de la apertura de las Capillas de S. Vicente Ferrer y de los Reyes, en el estinguido [Sic] convento de Santo Domingo de Valencia. Valencia, 1844 (en la Imprenta de J. de Orga...)
- Elementos de Historia General y Particular de España. Valencia, 1862 (Imprenta de José Rius)